# 熱海町高玉
熱海町高玉（あたみまち たかたま）は、福島県郡山市の大字である。郵便番号は963-1302。

## 地理
郡山市北西部の熱海地区に属する。東から南東にかけ熱海町玉川、南で熱海町熱海、南西で熱海町安子島、西で熱海町中山、北で熱海町石筵、北東で安達郡大玉村玉井とそれぞれ隣接する。概ね町村制施行以前の安達郡高玉村の流れを汲む地域である。一級水系阿武隈川水系五百川上流左岸や支流の石筵川中流域、七瀬川流域を主な範囲とする。域内のほとんどを山林が占め、南部には石筵川流域の平野部が広がり、水田として利用されているほか、南北に貫く福島県道24号中の沢熱海線の周辺に集落が立地する。また東西に国道49号や磐越自動車道が横断し、磐梯熱海インターチェンジが設置されている。熱海町熱海一丁目に所在する郡山北警察署熱海駐在所及び熱海町熱海二丁目に所在する郡山消防署熱海分署がそれぞれ管轄にあたる。

### 主な字
字
- 雑子内
- 室石
- 牧場
- 牧場山
- 北石田
- 南石田
- 西田仲

- 東田仲
- 細草
- 秡山
- 樋口
- 大久保
- 麻生沢
- 南麻生沢

- 五斗蒔
- 南梨子平
- 北梨子平
- 北仲田
- 堺ノ目
- 仲当
- 太田

- 地福
- 地福平
- 梁場
- 七瀬沢
- 七瀬
- 黒岩
- 焼林

- 二渡
- 南泥布沢
- 水上
- 平林
- トコロ山

### 山岳
- 鶯段
- 夢想山

### 河川・湖沼
一級水系阿武隈川水系
- 五百川
  - 石筵川
    - 七瀬川
    - 高玉川

  - 深沢川

## 歴史
- 1879年1月27日 - 二本松藩領高玉村が福島県内における郡区町村制の施行により安達郡の村となる。
- 1889年4月1日 - 町村制の施行により高玉村が玉川村、石筵村、中山村と合併し安達郡高川村が発足する。旧高玉村域は高川村の大字となる。
- 1940年4月1日 - 高川村が町制施行、改称し熱海町となり、熱海町の大字となる。
- 1965年5月1日 - 熱海町が郡山市、安積郡富久山町、日和田町、田村町、安積町、喜久田村、逢瀬村、片平村、三穂田村、湖南村と合併し新たな郡山市が設立され、郡山市の大字となる。

## 世帯数と人口
2024年1月1日現在の世帯数と人口は以下の通りである。
| 大字       | 世帯数  | 人口  |
| ---------- | ------- | ----- |
| 熱海町高玉 | 264世帯 | 612人 |

## 小・中学校の学区
市立小・中学校に通う場合、学区は以下の通りとなる。
| 番地 | 小学校             | 中学校             |
| ---- | ------------------ | ------------------ |
| 全域 | 郡山市立熱海小学校 | 郡山市立熱海中学校 |

## 交通

### 鉄道
- JR磐越西線

### 道路
- 磐越自動車道
  - 磐梯熱海インターチェンジ
  - 高玉東トンネル
  - 高玉西トンネル
- 国道49号熱海バイパス
  - 熱海トンネル
- 福島県道24号中の沢熱海線

## 施設
- 郡山市立熱海小学校
- 熱海浄水場
  - 深沢川取水場
- 磐梯熱海スポーツパーク
  - 郡山スケート場
  - 熱海サッカー場
- 郡山熱海カントリークラブ
- 高玉城跡
- 仲当館跡
- 常円寺
- 高司神社
- 愛宕神社
- 大山祇神社